# Joop Westerweel

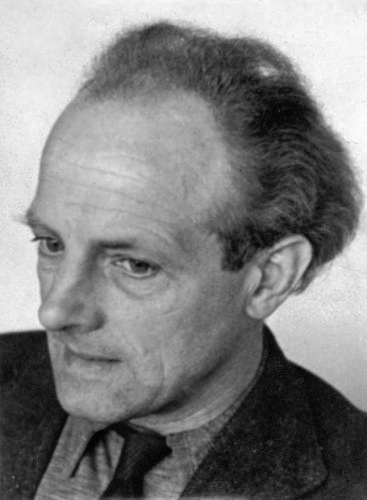
Joop Westerweel

Johan Gerard (Joop) Westerweel (Zutphen, 25 januari 1899 - Vught, 11 augustus 1944) was een Nederlandse verzetsstrijder tijdens de Tweede Wereldoorlog. Hij was een belangrijke leider van wat later de Westerweelgroep genoemd werd.

## Jeugd, opleiding en werk
Westerweel werd geboren als zoon van een drukker. Hij geloofde als pacifistische christenanarchist in een geweldloze oplossing en werd toen hij als onderwijzer in Nederlands-Indië werkte de eerste principiële dienstweigeraar. Westerweel werd tot een gevangenisstraf veroordeeld en het land uitgewezen. In Nederland ging hij werken aan de Werkplaats, de school van Kees Boeke te Bilthoven. Hij organiseerde daar voor de oorlog de opvang van Duitse en Poolse Joodse vluchtelingen en zorgde dat hun kinderen onderwijs kregen.

## Verzetswerk
Begin 1940 werd Westerweel hoofd van een montessorischool te Rotterdam en begon met zijn verzetswerkzaamheden. Hij kon de scheiding tussen Joods en niet-Joods niet in overeenstemming brengen met zijn christelijke levensvisie en verzamelde een groep mensen uit zijn familie en kennissenkring die na de oorlog de Westerweelgroep zou worden genoemd. De Joodse deelnemers waren over het algemeen tieners en twintigers die Westerweel kende uit de groep die hij eerder als vluchteling naar Nederland had gehaald, en een ander deel bestond uit leden van de Halutzim, een zionistische jeugdorganisatie. Men schat dat er in totaal tussen de 300 en 400 mensen door Westerweel en zijn collega's zijn geholpen en een groot deel slaagde erin te ontkomen. Tot de leden van de Westerweel-groep behoorde ook zijn vrouw Willy Westerweel.

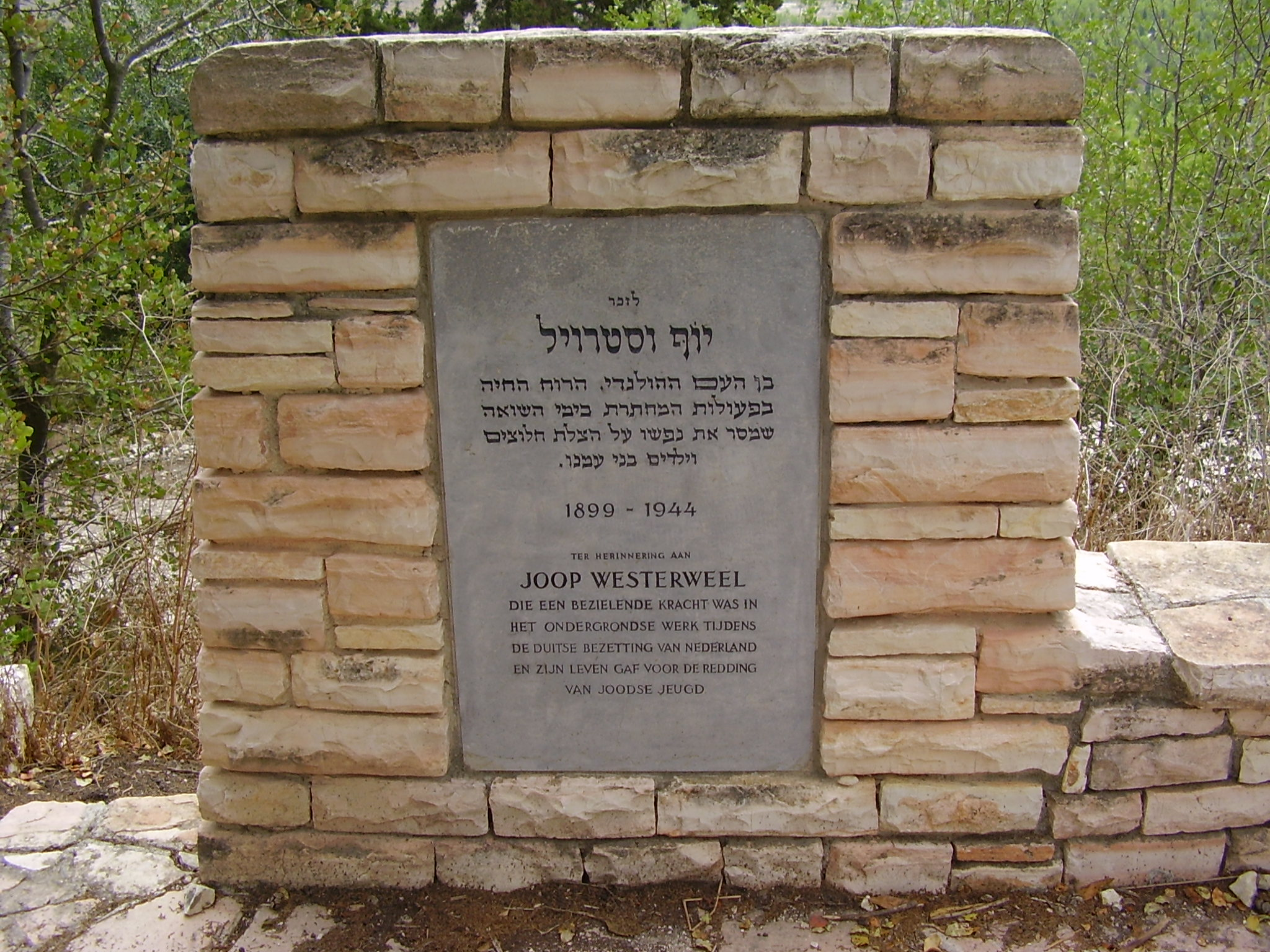
Joop Westerweel-monument in Israël.

## Arrestatie en executie
Op 10 maart 1944 werd Westerweel aan de Duits-Belgische grens gearresteerd nadat hij een tocht had gemaakt om een groot aantal Joodse jongeren over de Pyreneeën te helpen. In Rotterdam zat hij gevangen in bureau Haagseveer, waar hij zwaar werd gemarteld. Uiteindelijk werd hij overgebracht naar Kamp Vught. Hier was ook zijn echtgenote terechtgekomen, die in december 1943 was opgepakt door de Duitsers tijdens een verzetsactie waar ze aan deelnam. Zij zou later naar concentratiekamp Ravensbrück worden overgebracht en overleefde de oorlog. Westerweel echter werd samen met vier collega's op 11 augustus 1944 in de omgeving van Kamp Vught gefusilleerd. De ochtend van zijn executie schreef hij een gedicht waarvan de laatste strofe heel bekend geworden is: "Al ga ik op of onder, Het blijft mij nu gelijk: Ik voel het heilig wonder, Ik weet het Leven rijk."

## Nalatenschap

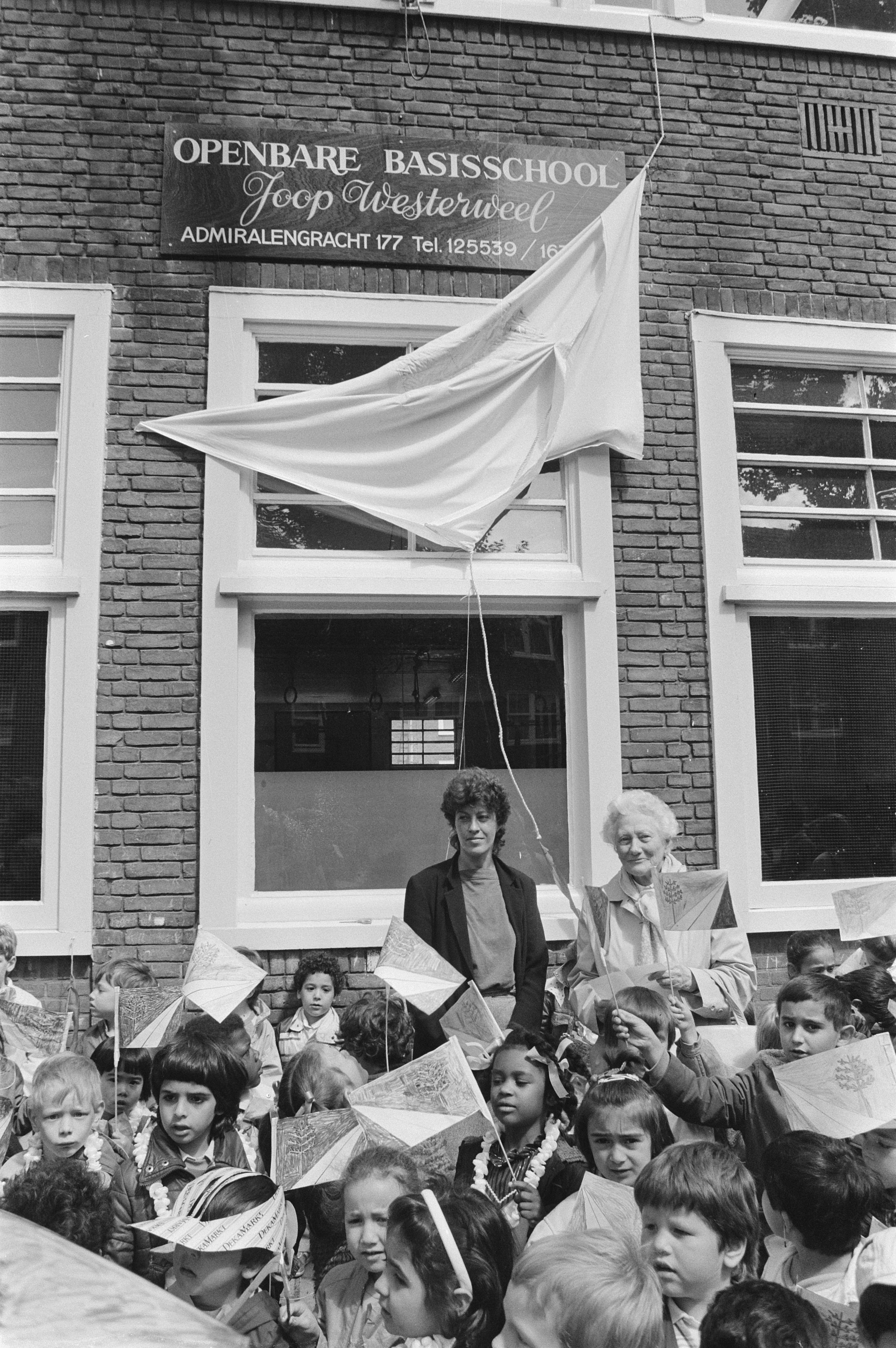
Onthulling van Joop Westerweelschool door wethouder en Willy Westerweel.

Na de oorlog werd in maart 1947 op een van de hellingen van het Ephraimgebergte in Israël het Joop Westerweelpark aangelegd. Ook zijn in Nederland diverse straten naar hem vernoemd; in de gemeenten Heemskerk, Montfoort, Rotterdam en Vlaardingen. In Amsterdam is in Stadsdeel De Baarsjes aan het Balboaplein een openbare lagere school naar hem vernoemd. Joop en zijn vrouw Willy kregen in 1964 van de staat Israël de Yad Vashem-onderscheiding.

## Familie
- De Nederlandse televisiepresentator Bas Westerweel is een kleinkind van Joop Westerweel.[4]